# Kandyosilis multicostata
Kandyosilis multicostata es una especie de coleóptero de la familia Cantharidae.

## Distribución geográfica
Habita en Taiwán.